# Critters
Critters és una pel·lícula americana dirigida per Stephen Derek, estrenada l'any 1986. Ha estat doblada al català.
Es tracta del primer lliurament d'una sèrie de quatre pel·lícules.

## Argument
Els critters són criatures peludes i grassonetes la gana de les quals no sembla tenir cap límit. La seva cara desmesurada és guarnida de dents punxagudes.
Aquestes horribles criatures vingudes de l'Espai s'han escapat del seu géode intersideral on havien quedat presoneres. Cauen amb la seva nau en un poblet de l'Amèrica profunda, Grover's Bend, no lluny de la granja de la família Brown. Caçadors de primes extra-terrestres desembarquen al seu torn en la plàcida petita ciutat, amb la missió d'erradicar els Critters.
El guió s'inspira de la trobada de Kelly-Hopkinsville, esdeveniment en el que una família de grangers va afirmar haver estat agredida per extra-terrestres l'any 1955.

## Repartiment
- Dee Wallace: Helen Brown
- M. Emmet Walsh: Harv
- Billy Green Bush: Jay Brown
- Scott Grimes: Brad Brown
- Nadine Van Der Velde: April Brown
- Don Keith Opper: Charlie McFadden
- Billy Zane: Steve Elliot
- Ethan Phillips: Jeff Barnes
- Terrence Mann: Johnny Steele / Ug
- Jeremy Lawrence: el pastor
- Lli Shaye: Sally
- Michael Lee Gogin: Warden Zanti
- Art Frankel: Ed
- Douglas Koth: el jugador de bowling
- Montrose Hagins: l'organista
- Roger Hampton: Jake

## Al voltant de la pel·lícula
- El rodatge es va desenvolupar del 17 de febrer a l'11 d'abril de 1985.
- En la pel·lícula, es descobreix Billy Zane en un dels seus primers papers al cinema. Interpreta Steve, l'amic d'April. Serà, alguns anys més tard, el dolent del Titanic de James Cameron.
- El paper del jove heroi, Brad Brown, és interpretat per Scott Grimes, en una de les primeres aparicions al cinema. Més tard, Grimes es donarà a conèixer en un dels papers recurrents en les sèries de TV Urgències i La Vida a Cinc.
- La matriarca dels Brown és encarnada per Dee Wallace, cèlebre gràcies a una altra pel·lícula on interpretava igualment una mare de família enfrontada a l'arribada d'un extra-terrestre, E.T. de Steven Spielberg. D'altra banda, una picada d'ull dirigida a la pel·lícula de Spielberg, quan un dels Critters es troba cara a un peluix que representa l'amable extra-terrestre.

## Banda original
- Power of the Night, interpretat per Terrence Mann
- Leather, interpretat per White Chicks
- Still You Turn Me On, interpretat per The Mix

## Premis i nominacions
- Nominació al premi al millor jove actor per Scott Grimes, per l'Acadèmia de Cinema de ciència-ficció, fantàstica i horror l'any 1987.
- Nominació al premi al millor jove actor per Scott Grimes, en els premis Young Artist el 1987.
- Nominació al preu a la millor pel·lícula, en el festival Fantasporto l'any 1988.

## La sagaCritters
- 1988: Critters 2: The Main Course, de Mick Garris
- 1991: Critters 3, de Kristine Peterson i Leonardo DiCaprio
- 1991: Critters 4, de Rupert Harvey